# تلمبه عباسلو
تلمبه عباسلو روستایی در دهستان گلستان بخش گلستان شهرستان سیرجان استان کرمان ایران است.

## جمعیت
بر پایه سرشماری عمومی نفوس و مسکن در سال ۱۳۹۵ جمعیت این مکان ۴۲ نفر (۱۱خانوار) بوده‌است.